# Veliki grad (zbirka novela Milutina Cihlara Nehajeva)
Veliki grad je zbirka novela Milutina Cihlara Nehajeva iz 1919. godine i jedno je od njegovih najvažnijih djela u okvirima povijesti hrvatske književnosti.

## Povijest
Prvo izdanje zbirke bilo je u nakladi Matice hrvatske. Zbirkom novela postigao je Cihlar Nehajev veliki uspjeh. U novelama je opisao ondašnju suvremeni i dekadentni sloj inteligencije koja nije pronašla smisla u životu pa se pasivno prepustila ispraznim filozofiranjima i lamentacijama.

## Sadržaj
Zbirka sadrži novele:
- Veliki grad
- Zeleno more
- Doktorova noć
- Godiva
- Arkangjelovo carstvo
- Iz neznanog kraja (elektronička inačica  Arhivirana inačica izvorne stranice od 13. siječnja 2022. (Wayback Machine))

## Povezano
- Vuci